# Spitzname
Ein Spitzname (im 17. Jahrhundert spitz ‚verletzend‘), auch Übername, Abname, Utzname, Uzname, Ulkname, Neckname, Nickname, Ökelname, Scheltname, Sobriket/Sobriquet oder Spottname genannt, ist ein Ersatzname für den realen Namen einer Person oder Sache. Dieser Beiname kann auch eine Besonderheit, Bekanntheit oder Unvollkommenheit andeuten. In der Regel übertrifft er den eigentlichen Namen an Witz.

## Entstehung eines Spitznamens
Spitznamen werden häufig nach äußeren Merkmalen, dem Verhalten, dem Beruf, der Funktion oder nach Bezeichnungen, die zufällig entstehen und Anklang finden, gebildet. Daneben kann ein Spitzname auch als Verballhornung oder Alliteration des Namens, der Rolle oder anderer Eigenschaften gebildet werden.

## Wesentliche Züge, Abgrenzungen, Spielarten
Während der reale oder normale Name qua Taufe, amtlicher Verfügung (Eltern) oder kulturgeschichtlicher Überlieferung entsteht, kommt der Spitzname mit guten oder bösen Absichten durch andere Personen, Medien oder zuweilen von der betroffenen Person selbst zustande. Dabei hat der Spitzname keinen offiziellen Charakter. So ist er in einem persönlichen Umfeld oft nur auf die Gruppenzugehörigkeit beschränkt (Club, Verein, Schule, Firma) und außerhalb der Gruppe nicht geläufig, während es Spitznamen von Personen des öffentlichen Lebens zur überregionalen oder gar weltweiten Bekanntheit bringen können.
Soweit der Spitzname Personen betrifft, sind die Grenzen zu Pseudonymen und Künstlernamen fließend. Im Gegensatz zu diesen ist der Spitzname selten selbst gewählt, manchmal gar dem Namensträger nicht bekannt, wie oft bei Lehrern.
Der Spitzname kann sowohl negativen Charakter haben und den Spottnamen oder den Schimpfnamen widerspiegeln als auch im positiven Sinne dem Kosenamen nahe- oder gleichkommen. Mit einem Decknamen hat er dagegen nichts zu tun. Gelegentlich haben hochgestellte Persönlichkeiten neben ihrer Herkunft („von Bayern“) oder dynastischen Zählung („der Dritte“) spitze Beinamen erhalten, etwa Friedrich der Kleine, Karl der Kahle oder Heinrich der Zänker. Solche Namen werden nicht als Spitznamen gewertet.
In einigen Regionen hat die Vergabe von Beinamen innerhalb der jeweiligen örtlichen Gemeinschaft eine besondere Tradition, so etwa auf Sylt, wo viele Mitglieder der einheimischen Bevölkerung unter einem Ökelnamen bekannt sind. Der Grund ist, dass Nachnamen wie Hansen, Carstensen oder Christiansen auf der Insel häufig vorkommen und sich immer wieder auch die Vornamen gleichen. Bezeichnungen wie Fritz Lakritz für einen Süßwarenverkäufer oder Sven Alarm für einen Feuerwehrmann, aber auch Chruschtschow für einen Obsthändler, der dem früheren sowjetischen Parteichef ähnlich gesehen haben soll, dienen somit vor allem der besseren Unterscheidung.
Oft entstehen Spitznamen aufgrund bestimmter politischer Umstände oder der Ereignisse einer Zeit und deren Wahrnehmung in der Bevölkerung. Als Beispiel sei die nicht gerade uneigennützige britische Labour-Politikerin Hazel Blears (* 1956) genannt, die im Zuge einiger Skandale nach den gleichnamigen Backenhörnchen Chipmunk genannt wurde. Spitznamen vergehen teilweise wieder, wenn sich die Lage wandelt oder der Anlass in der Erinnerung verblasst; die wenigsten bringen es zu großer Popularität. Andere Träger von Spitznamen müssen sich mit familiärer, lokaler oder regionaler Verbreitung und Bedeutung begnügen, insbesondere wenn sie sich der Regionalsprache bedienen oder dem Dialektbereich zugehören. Bei der Übertragung von Spitznamen in andere Sprachen oder in einen anderen Kulturkreis lassen sich häufig nur schlecht Entsprechungen finden, weil sich die Bedeutungen und Anspielungen der Übersetzung oder Übertragung entziehen.
Grundsätzlich beeindrucken Spitznamen umso mehr, wenn sie nicht nur treffend, sondern auch ausgefallen sind. Schriftsteller verleihen ihren Figuren gern Spitznamen, weil sie dadurch prägnanter und wiedererkennbarer werden. Beispiele seien der Nichtraucher aus Kästners Fliegendem Klassenzimmer oder dessen Buch Pünktchen und Anton, aber auch phantasievolle Beinamen wie Alfons der Viertel-vor-Zwölfte. Spitznamen können sich auf einen Normalnamen beziehen, dabei nicht unbedingt auf den des Betroffenen selbst. Beispiele sind Darwins Bulldogge für den Biologen Thomas Huxley, Darwins Rottweiler für den Biologen Richard Dawkins und Beckham of the Baize (Beckham des grünen Tischtuchs) für den Snookerspieler Paul Hunter.
Beliebt sind auch „i-Ableitungen“, beispielsweise Steffi für Stefanie Graf oder Schmitti für den Familiennamen Schmidt oder Schmitt. Es sei dagegen „sicherlich die eleganteste Lösung, [einen Spitznamen] maßschneidernd neu zu erfinden“. Als Paradebeispiele führt Autor Reitmeier Millimetternich für den klein gewachsenen österreichischen Kanzler Engelbert Dollfuß und Hessenfluch für den zeitweiligen hessischen Ministerpräsidenten und Anhänger der Prügelstrafe Ludwig Hassenpflug an. Diese Beispiele zeigen die Nähe zu Wortspiel und Kalauer. In den Erinnerungen des ungarischen Dramatikers Julius Hay findet sich der Hinweis, sein Zeit- und Kampfgenosse Johannes R. Becher sei von dessen dänischem Kollegen Martin Andersen Nexø Johannes Erbrecher getauft worden. Wie Dollfuß’ Spitzname gleich in mehrfacher Hinsicht zeigt, werden Spitznamen bekannter Persönlichkeiten oft aus deren Eigenschaften oder Leistungen abgeleitet. Den General Quintus Fabius Maximus Verrucosus bezeichneten die Zeitgenossen als Cunctator, also Zauderer, weil er gegen Hannibal mit einer Ermüdungstaktik vorging. Dem preußischen General Blücher sollen russische Soldaten den Beinamen Marschall Vorwärts gegeben haben. Dass solch ein Name neben Spott auch Anerkennung ausdrücken kann, zeigt unter anderem Bruder Johannes für den ehemaligen nordrhein-westfälischen Ministerpräsidenten und späteren deutschen Bundespräsidenten Johannes Rau.
Spitznamen können bekannter werden und länger im öffentlichen Bewusstsein verbleiben als der eigentliche Name einer Person und dabei ihren Träger um Generationen überleben. Die 1876 verstorbene Nachbarin einer im Käfig gehaltenen Wachtel Böckderöck Wau-Wau ist vielen Kölnern nur unter diesem Namen ein Begriff. Ähnlich einem Spitznamen kommen typisierende, nicht auf eine konkrete Person bezogene Namen im Volksmund, in Witzen und Anekdoten zum Einsatz, etwa Abc-Schütze für den Schulanfänger oder Fritzchen, Klein Erna und Herr Müller-Lüdenscheidt. Gelegentlich werden anders schwer erklärbare Wortneuschöpfungen in Regionalsprachen sowie der Hochsprache als Ableitungen aus vormaligen Namen oder Spitznamen gedeutet, etwa Fressklötsch, mein lieber Scholli oder das Verballhornen. Da sich deren Anfänge selten gut belegen lassen, bleibt es in der Regel spekulativ.
Auch wenn der englische Begriff Nickname in direkter Übersetzung die Bedeutung des deutschen Spitznamen beinhaltet, ist das in den deutschen Sprachgebrauch eingegangene Wort Nickname nicht unbedingt mit einem Spitznamen gleichzusetzen, vielmehr bezeichnet es einen Benutzernamen (tlw. auch Alias genannt).

### Spitznamen für Gruppen
Ein Sonderfall ist der Hausname, der als Bezeichnung für alle Bewohner eines bestimmten Hauses oder Hofes gilt und deshalb als Spitzname einer Gruppe gelten kann. Auch hier kann der Name der besseren Unterscheidung dienen, wenn bestimmte Familiennamen in einem Ort mehrfach vorkommen, während der Hausname eindeutig ist.

### Spitznamen in der Literatur
In der Literatur begegnen zahlreiche Spitznamen, was ihren selbstverständlichen Gebrauch im Alltag spiegelt. (Zum folgenden vgl. Guido Fuchs, Spitznamen) Manchmal sind die Titel der Erzählungen oder Romane bereits ein Spitzname (z. B. Carl Zuckmayer, Der Seelenbräu; Gottfried Keller, Der grüne Heinrich; Stefan Zweig, Leporella, Wolfgang Herrndorf, Tschick). Verschiedene Schriftsteller trugen selbst auch Spitznamen wie Clemens Brentano (Lindwurm) oder Ernst Wiechert (Tränenaas) bzw. machten ihren Spitznamen zum Pseudonym wie Rudolf Wilhelm Friedrich Ditzen (Fallada).
Den Spitznamen verwandte Kampfnamen (Nom de guerre) begegnen in der Literatur (Karl May, Old Surehand u. a.) ebenso wie die „Monicas“ („‚Monicas‘ sind die Spitznamen, die die Landstreicher sich zulegen“ – Jack London, Abenteurer des Schienenstranges). Teilweise werden Spitznamen auch zur Tarnung benutzt, etwa von Ernst Jünger in seinen Tagebüchern aus der Zeit des 3. Reiches (Grandgoschier – Goebbels). Einen „Necknamen“ bzw. „Nom de guerre“ trugen die Mitglieder der Literarischen Gesellschaft Tunnel über der Spree, wie Theodor Fontane (Von Zwanzig bis Dreißig) berichtet, der in dieser „Lafontaine“ hieß. Auch in Burschenschaften waren „Biernamen“ oder Kneipnamen zeitweilig zur Tarnung nötig.
Auch Häuser und Orte tragen mitunter Spitznamen (Tausendaugenhaus – Uwe Tellkamp, Der Turm); in Werner Bergengruens Roman „Der goldene Griffel“ sind die Zimmer einer Wohnung mit Spitznamen belegt.
Spitznamen finden sich häufig in Schulerzählungen (Heinrich Mann, Professor Unrat, Heinrich Spoerl, Die Feuerzangenbowle). Kinder verwenden in der Literatur meist einfache, oft nach körperlichen Merkmalen gewählte Spitznamen, während Jugendliche und Erwachsene kreativer sind und auf hintergründigere Namen kommen.

## Spitznamen von Sachen
Personenbezug ist kein unerlässliches Merkmal des Spitznamens. Das wird selbst von dem wenig greifbaren Phänomen wie einem Krieg um die bayerische Erbfolge unterstrichen, der 1778/1779 zwischen den Preußen und Österreichern ausgetragen wurde: Er ist als Kartoffelkrieg bekannt. Was deutschen Soldaten auf Feldzügen gegen Moskau (um 1942) nicht wenig zu schaffen machte, war der sprichwörtliche General Winter. Eine 1509 in Geldern eingeführte Silbermünze wurde Schnapphahn getauft, weil sich die Untertanen vom Bildnis der Vorderseite an einen Raubritter erinnert fühlten: Es zeigt Herzog Karl, gestorben 1538, zu Pferd. Aus jüngerer Zeit sind Dinge wie Drahtesel, Schifferklavier oder Pantoffelkino für Fahrrad, Akkordeon und Fernsehgerät bekannt. Für letzteres existiert eine Fülle weiterer Spitznamen.

### Spitznamen bekannter Bauwerke
Spitznamen von Bauwerken werden oft von der äußeren Form hergeleitet. Bekannte Beispiele hierfür sind Langer Lulatsch für den Berliner Funkturm, Langer Eugen für das ehemalige Hochhaus der Bundestagsabgeordneten in Bonn oder Schwangere Auster für eine Kongresshalle in Berlin.
Einrichtungen wie Gefängnisse oder Anstalten hatten und haben ebenfalls Spitznamen. Bekannte Beispiele sind Santa Fu für die Haftanstalt Am Hasenberge in Hamburg-Fuhlsbüttel, Bonnies Ranch für die Karl-Bonhoeffer-Nervenklinik in Berlin-Wittenau oder Gelbes Elend, das ehemalige Zuchthaus Bautzen I, in dem bis 1989 politische Häftlinge einsaßen.
Spitznamen von Bauwerken orientier(t)en sich aber auch an der Inneneinrichtung und/oder Ausstattung: Erichs Lampenladen für den Palast der Republik in Berlin wegen der verschwenderischen Installation der Beleuchtung einerseits sowie den Staats- und Parteichef Erich Honecker andererseits, oder Dreckscher Löffel (d. h. dreckiger Löffel) für die Gaststätte „pick-nick“ in Dresden wegen der mangelnden Sauberkeit sind dafür Beispiele.
Der Spitzname Gugelhupf für den Wiener Narrenturm stammt von dessen Architektur, wurde in der Folge aber auch auf andere psychiatrische Anstalten in Österreich angewandt.

### Übernahmen für Orte, Regionen, Gewässer, Berge
Für viele geografische Objekte existieren Ortsnecknamen und Übernamen aus den unterschiedlichsten Motivationen heraus. Solche Benennungen sind beispielsweise Spree-Athen für Berlin, Schwäbisches Meer oder größte Badewanne Deutschlands für den Bodensee oder Elbflorenz für Dresden.

### Spitznamen für Automobile
Seit Beginn der automobilen Entwicklung hat der Volksmund Spitznamen für bestimmte Automodelle geprägt. Schmeichelhaft, liebevoll, spöttisch oder abwertend gemeint, entstehen solche für Fahrzeuge, die aufgrund ausgeprägter Eigenschaften das besondere Interesse des Publikums wecken. Einige der erfolgreichsten Modelle der Automobilgeschichte sind der deutsche VW Käfer und die französische Ente. In der Nutzung des Wortes sind diese unter ihrem Spitznamen bekannter als unter der offiziellen Bezeichnung des Herstellers.

### Spitznamen für Schienenfahrzeuge
Ähnlich wie für Automobile gibt es auch in der Eisenbahnwelt Übernamen für Lokomotiven und Triebwagen. Das bekannteste Beispiel dürfte die Gotthard-Lokomotive der Schweizerischen Bundesbahnen sein, die gerne als Krokodil bezeichnet wird.
Aber auch für andere wurden sprechende, oft das Erscheinungsbild zitierende, umgangssprachliche Namen gefunden: beispielsweise „Eierkopf“ für einen Triebwagen-Typ der Bundesbahnzeit, die DB-Baureihe ET 30 oder „Taucherbrille“ für eine Lokomotive der ehemaligen tschechoslowakischen Staatsbahnen. Dieselbe Bezeichnung muss auch für eine Fahrzeugreihe der Berliner S-Bahn herhalten.
Einige Fahrzeuge erhielten ihre Spitznamen auch nach den Geräuschen, die sie von sich geben. So wurde die ehemals in der Ukraine gebaute Lok LTS M62 wegen ihrer lauten Auspuffgeräusche in der DDR „Taigatrommel“ getauft oder die von der DB AG beschafften S-Bahn- und Nahverkehrstriebwagen verschiedener Baureihen nach ihren Fahrgeräuschen, die man als Fahrgast bei Mitfahrt wahrnehmen muss, nämlich „Quietschi“ (u. a. DB-Baureihe 423).
Eine Parallele zu Automobilen wurde mit der in hoher Stückzahl gebauten, einfach konstruierten, ehemals bei der Deutschen Reichsbahn im Einsatz gewesenen Lok der DR-Baureihe 243 gezogen. Sie wird unter Eisenbahnern gerne „Schienen-Trabbi“ genannt.
Auch die ICE-Triebzüge bekamen sozusagen ihr Fett ab und werden, weniger geläufig, auch als „Weißwurst“ bezeichnet. Das passendste Modell ist hierbei wohl der ICE T. Generell muss man dabei über den roten Zierstreifen hinwegsehen.
Einen Übernamen wegen der Farbgebung handelte sich auch die DB-Baureihe E 41 ein, der „Laubfrosch“.